# إلفيرا بيرباخ
إلفيرا بيرباخ هي مداوية طبيعية ألمانية، وممارسة للطب البديل، ومعلمة صحية، وكاتبة ومحررة للكتب الواقعية ذات الصلة. منذ عام 1992، كانت مديرة هيلبراكتيكرسكول بيرباخ، وهي مدرسة للطب البديل في بيلفلد، شمال الراين وستفاليا. قامت بيرباخ بتأليف وتحرير كتب الطب البديل والكتب المدرسية، كما ألقت محاضرات في هذا المجال. نشرت المجلة التجارية مجلة هيلبراكتيكر الألمانية، وشاركت في التطورات الاجتماعية والسياسية ذات الصلة.

## حياتها المهنية
تدربت بيرباخ أولاً لتصبح خياطة. أصبحت مهتمة بالطب البديل، وأجرت امتحانها كـ هيلبراكتيكر في عام 1991. بعد إدارة عيادتها الخاصة، تولت إدارة مدرسة خاصة للعلاج الطبيعي في بيلفلد في عام 1992، ووسعتها وأطلقت عليها اسم هيلبراكتيكر سكول بيرباخ. في عام 1995، تم اعتماد المدرسة باسم فاربيند سكول من قبل رابطة المعالجين الطبيعيين الألمان، اتحاد هيلبراكتيكر في ألمانيا. حيث تعتبر واحدة من عدد قليل من المدارس المعتمدة من رابطة المعالجين الطبيعيين الألمان. أصبحت عضوًا في المجلس الاستشاري للمنظمة، وشاركت في المنظمات الاجتماعية والسياسية ذات الصلة بهذا المجال.
قامت بتأليف وتحرير العديد من الكتب حول موضوع الطب البديل بما في ذلك كتاب ممارسة العلاج الطبيعي، كما ألقت محاضرات في هذا المجال. ظهرت نسخة منقحة من كتاب ممارسة العلاج الطبيعي، مع «ليرن كومباس» المضافة للمساعدة في الاختبارات، في عام 2021.
بيرباخ هي محرر للمجلة التجارية، مجلة هيلبراكتيكر الألمانية. وهي مسؤولة عن التواصل مع المؤتمر العام للرابطات الألمانية لممارسين الطب البديل والجمعيات المهنية، وهو اتحاد لجمعيات هيلبراكتكر.
في عام 2015، ساهمت بيرباخ بقسم في معرض متحف فلنسبورغ، بعنوان «يقودها الأنف»، حول بيولوجيا حاسة الشم.

## منشوراتها
- بيرباخ، إلفيرا (2009). Naturheilpraxis heute: Lehrbuch und Atlas (بالألمانية). إلزيفير، اوربان وفيشر فيرلاغ. ردمك 978-3-437-55243-4.
- بيرباخ، إلفيرا (2011). Infektionskrankheiten von A-Z für Heilpraktiker: Infektionsschutzgesetz ، Infektiologie ، Lernhilfen (بالألمانية). ميونيخ، ألمانيا: اوربان وفيشر،
- ردمك 978-3-437-56772-8. OCLC 889312194.
- بيرباخ، إلفيرا؛ كرست، غيرهارد (2021). Naturheilpraxis Heute + Lernkompass Set (بالألمانية). ميونيخ، ألمانيا: إلسفير. ردمك 978-3-43-755207-